# 5113 Kohno
5113 Kohno (1988 BN) là một tiểu hành tinh vành đai chính được phát hiện ngày 19 tháng 1 năm 1988 bởi T. Seki ở Geisei.